# Ilse Fogarasi Béláné
Ilse Fogarasi Béláné, geborene Jastrow, auch bekannt unter ihrem zwischenzeitlichen Ehenamen Ilse Berend-Groa, (* 2. Februar 1885 in Landsberg an der Warthe; † 29. Juni 1972 in Budapest) war eine deutsch-ungarische Schauspielerin, Regisseurin und Autorin. Die Kommunistin machte sich um das proletarisch-revolutionäre Theater verdient.

## Leben und Wirken
Ilse Jastrow wuchs in Berlin und Potsdam auf. Nach dem Besuch der bis zur 10. Klasse reichenden Höheren Mädchenschule arbeitete sie von 1900 bis 1902 im Kindergarten und in der Kinderpflege. Daran schloss sich von 1902 bis 1903 ein Sprachstudium mit Schauspielunterricht an. Von 1903 bis 1905 hatte sie Engagements als Schauspielerin am Stadttheater Krefeld und in Hamburg, ehe sie längerfristig ans Königliche Hoftheater Kassel gebunden war. 1910 spielte sie beispielsweise in William Shakespeares Was ihr wollt mit.
1912 heiratete sie den über 50-jährigen Schauspieler Fritz Berend. Es war bereits ihre zweite Ehe, sodass sie nach ihrem Geburtsnamen „Jastrow“ und dem ersten Ehenamen „Groa“ nun unter „Berend-Groa“ bekannt wurde. Zwischen 1912 und 1916 war sie auf Gastspielreise. Der Hintergrund dieses Umstands ist, dass es Ehepaaren, zumindest bis 1918, untersagt war, gemeinsam an einer landeshoheitlichen Bühne tätig zu sein. Für die letzten Kriegsjahre und die ersten Nachkriegsjahre fehlen biografische Nachweise. Es werden nur Reisen, unter anderem zu Studienzwecken, in das revolutionsbewegte Russland für den Zeitraum bis 1922 angegeben.
1921 trat sie in die KPD ein und betrieb Agitation und Propaganda. Um 1922 war sie Mitbegründerin und anschließend Leiterin des KPD-Theaterkollektivs Proletkult Kassel. Die lose Gruppe von Laienschauspielern organisierte sich etwa 1924 zu einem festen Gefüge. Die Zahl der Mitglieder hatte sich bei rund 40 eingependelt, die zur Aufrechterhaltung des Spielbetriebs einen monatlichen Beitrag von durchschnittlich 10 Pfennig entrichteten. Ihr Ziel war die „Sichtbarmachung von Erscheinungen des täglichen Lebens in Familie, Betrieb, Öffentlichkeit, Partei. Darstellung des Leidens, der Sehnsucht, des Kampfes, der Hoffnungen des Proletariats. Aufdeckung der Zusammenhänge und Ursachen der weltgeschichtlichen Katastrophen durch das Mittel szenischer Gestaltung. Weckung und Stärkung des Willens zur Schaffung jener Basis, auf der die künftige, sozialistische Kultur sich erheben wird.“ 1925 inszenierte die Truppe die Uraufführung des Bauernkriegsdramas Thomas Münzer von Berta Lask zum 400-Jahr-Gedenken des Aufstands an der historischen Stätte von Mühlhausen/Thüringen mit Gustav von Wangenheim in der Titelrolle. 1925 und 1926 präsentierte der Proletkult das Agitprop-Programm Gestern und Morgen. Den namenlosen Toten Proletarischer Revolution. Für die szenischen Entwürfe sorgte der später international gefragte Bühnenbildner Teo Otto, der damals an der Kunstakademie Kassel studierte. Im März 1927 stand die Szenenfolge „Hammer und Sichel über Asien. Den Kämpfern vergangener und gegenwärtiger Revolution“ auf dem Programm, worin zum Beispiel die Szene „Die Opfer des weißen Terrors rufen“ von Aladár Komját, dem ungarischen Dichter und Mitbegründer der kommunistischen Partei Magyar Kommunista Párt (MKP), eingebunden war. Die Uraufführung von Berta Lasks Giftgasnebel über Sowjetrußland im Juli 1927 löste ein behördliches Eingreifen aus: Weitere Aufführungen wurden verboten und das Textbuch wurde beschlagnahmt. Im selben Jahr nahm der Proletkult Kassel auch an der Deutschen Theaterausstellung in Magdeburg teil, im darauffolgenden Jahr jedoch wurde er aufgelöst.
Vortragsabende in verschiedenen deutschen Städten wie Solingen, Wolfenbüttel, Gotha oder Halle (Saale) veranstaltete Berend-Groa, die damit 1925 begonnen hatte, noch bis 1929. Die Titel waren unter anderem „Kämpfende Frauen“ (hier trug sie überwiegend Lask-Stücke vor), „Proletarischer Kunstabend. Lasst wehen die Fahnen im Winde!“, „China den Chinesen!“, „Das neue Rußland“, „Arbeiterdichtung“ und „Märchenabend für Erwachsene und Kinder“. 1932 erfolgte, durch Berta Lask darauf aufmerksam gemacht, die Übersiedlung in die UdSSR zwecks Gründung eines „Internationalen Theaters“, welches jedoch nicht realisiert werden konnte. Sie absolvierte schließlich ein kurzes Regiestudium an der Staatlichen Theaterschule GITIS Moskau.
In Moskau heiratete sie den dort lehrenden marxistischen Philosophen (und späteren Rektor der Budapester Universität) Béla Fogarasi, den sie in Halle (Saale), als er noch unter seinem Geburtsnamen Adalbert Fried Redakteur bei der KPD-Zeitung Klassenkampf gewesen war, kennengelernt hatte. Als Ilse Fogarasi übernahm sie 1935 die künstlerische Leitung der 1933 gegründeten Wanderbühne Deutsches Kollektivistentheater Odessa. Diese zog durch die Rayons genannten westrussischen Siedlungseinheiten. Zu Beginn führte man Stücke von Anatoli Glebow (Die große Kraft, Verrechnet), Walentin Katajew (Der Blumenweg) und Andor Gábor (Alles in Ordnung) auf. Mit der Zeit wurde das Repertoire mit Stücken von Friedrich Schiller (Kabale und Liebe, Wilhelm Tell), Friedrich Wolf (Das Trojanische Pferd, Der arme Konrad), William Shakespeare (Othello), Molière (mehrere Komödien) und russisch-sowjetischen Autoren wie Wassili Schkwarkin (Ein einfaches Mädchen), Oleksandr Kornijtschuk (Platon Kretschet), Georgi Mdiwani (Ehre), Alexei Arbusow (Die sechs Geliebten) und Maxim Gorki (Die Feinde) erweitert. Außerdem gab es in der Kindervorstellung Der kleine Däumling (nach Grimm) und Puppentheater mit von Heinrich Vogeler gestalteten Puppen. 1939 setzte Fogarasi erstmals das Stück Wassa Schelesnowa von Maxim Gorki in Szene, das von ihr übersetzt worden war und in dem sie auch die Hauptrolle übernahm.
Das Stück, das es auf die meisten Aufführungen brachte, war Molières Der eingebildete Kranke. Zum französischen Komödiendichter bemerkten die Schauspieler: „Die Kollektivisten wollen lachen und sich freuen. Und sie lachen dermaßen, daß wir oft minutenlang nicht weiterspielen können.“ Als Erklärung wurde angeführt: „Die Kollektivisten wenden sich entschieden gegen überlebte schematische Agitpropstücke. Immer wieder betonen sie, daß sie bei Molière vor allem das Geschichtliche interessiere. Ihnen sei es wichtig zu wissen, wie die Menschen damals lebten, was und wie sie dachten.“
Der Russlandfeldzug der Deutschen bedingte im Kriegsjahr 1941 Ilse Fogarasis Evakuierung in die usbekische Hauptstadt Taschkent. Mit ihrem Mann Béla übersiedelte sie 1945 nach Budapest. Aufgrund der namensrechtlichen Gepflogenheiten in Ungarn (insbesondere zur damaligen Zeit) nahm sie den Namenszusatz Béláné an: Eine verheiratete Frau trug den vollen Namen ihres Mannes, der mit dem Suffix -né versehen wurde. „Fogarasi Béláné“ drückte somit „Frau Béla Fogarasi“ aus.
Von 1946 bis 1965 veranstaltete sie in Budapest vor einem Kreis von Freunden deutscher Sprache und Literatur Rezitationsabende und Lesungen. Die Themen lauteten unter anderem „Sage und Märchen“, „Das Melodram“, „Die Ballade“, „Radiumdichtung. Neueste Sowjetdichtung in Wort und Ton“. Sie beleuchtete auch verschiedene Goethe-Aspekte, meist anlässlich des Geburts- oder Todestages des Dichters.
1955 veröffentlichte sie im Ostberliner Henschelverlag Kunst und Gesellschaft den Erfahrungsbericht Der neue Thespiskarren. Unter Verwendung bereits veröffentlichter Zeitungsartikel aus ihrer Feder ließ sie darin Entstehung, Arbeitsweise und Erfolge des Deutschen Kollektivistentheaters Odessa Revue passieren. Sie starb Mitte 1972 im Alter von 87 Jahren in Budapest.

## Auszeichnungen
- 1937: 3. Preis für die Regieleistung bei Othello beim allukrainischen Kollektivtheater-Wettstreit in Kiew
- 1970: Johannes-R.-Becher-Medaille in Gold

## Werke
- Ilse Fogarasi: Heinrich Vogelers Schaffen für das Puppentheater. In: Deutsche Akademie der Künste (Hrsg.): Heinrich Vogeler. Werke seiner letzten Jahre. Ausstellung. Deutsche Akademie der Künste, Berlin 1955, S. 25–28.
- Ilse Fogarasi Béláné: Der neue Thespiskarren. Henschelverlag Kunst und Gesellschaft, Berlin 1955.

## Übersetzungen
- Aleksandr Afinogenov: Großvater und Enkelin (Maschenka). Aus dem Russischen ins Deutsche übertragen von Maria Seldowitsch und Ilse Berend-Groa. Bruno Henschel & Sohn, Berlin 1946.
- Maxim Gorki: Wassa Schelesnowa. Drama. Aus dem Russischen übersetzt von Ilse Berend-Groa. Bruno Henschel & Sohn, Berlin (in den 1960er-Jahren mehrmals und in verschiedenen Formaten aufgelegte Bühnenmanuskripte).
  - Hörspiel auf Grundlage von Berend-Groas Übersetzung: Wassa Schelesnowa, 62 min, MDR (1946–1952) 1950, Regie: Werner Wieland.